# Erdoğan Aydın
Erdoğan Aydın (* 1957) ist ein türkischer Journalist und Historiker.

## Schriften (Auswahl)
- Nasıl Müslüman olduk? Türklerin Müslümanlaştırılmasının resmi olmayan tarihi. Başak Yayınları, Yenişehir Ankara 1994, ISBN 975-6747-23-4, (Titel deutsch: Wie wurden wir Moslems?).
- Osmanlı'nın Son Savaşı: Turan Hayalinden Sevr'e. İstanbul : Kırmızı, 2012 (Titel deutsch: Erster Weltkrieg, der letzte Krieg des Osmanischen Reiches).